# Río Quito
Río Quito é um município da Colômbia, localizado no departamento de Chocó.